# Lin Fanghua
Lin Fanghua (chinois simplifié : 林芳华 ; pinyin : Lín Fānghuá; né en 1959), parfois également écrit comme Fang-Hua Lin, est un mathématicien américain d'origine chinoise. Il est actuellement professeur titulaire de la chaire Silver au Courant Institute of Mathematical Sciences. Il applique une analyse rigoureuse aux systèmes non linéaires et il est un chef de file dans ce domaine.

## Biographie
Né en 1959 dans le district de Zhenhai, à Ningbo, dans la province de Zhejiang, il est diplômé du département de mathématiques de l'université du Zhejiang en 1981. Lin est allé aux États-Unis afin de poursuivre ses études au département de mathématiques de l'université du Minnesota, et a obtenu son doctorat en 1985 sous la supervision de Robert Hardt (de) avec une thèse intitulée Regularity for a Class of Parametric Obstacle Problems. De septembre 1985 à août 1988, il a été formateur au Courant Institute de l'université de New York. Il est ensuite allé à l'université de Chicago, avant d'y devenir professeur, d'août 1988 jusqu'en août 1989.
En septembre 1989, il a pris son poste de professeur à l'université de New York. Il a ensuite reçu le poste de professeur Silver au département de mathématiques, au Courant Institute of Mathematical Sciences de l'université de New York.

## Travaux
Lin a fait un travail important au sein de la théorie de Ginzburg-Landau : Lin a examiné la supraconductivité et la théorie des transitions de phase importante des équations de Ginzburg-Landau (équations différentielles partielles non-linéaires du second ordre semblables à l'équation de Schrödinger indépendante du temps) avec des méthodes « dures » issues de l'analyse.

## Prix et distinctions
De 1989 à 1991, Lin Fanghua bénéficie d'une Bourse Sloan et de 1989 à 1994, du Presidential Young Investigator Award attribué par la Fondation nationale pour la science. 
En 1999, il est titulaire de la chaire Ordway de professeur invité à l'université du Minnesota.
En 2002, il est lauréat du prix Bôcher, décerné par l'American Mathematical Society. En 2004, il reçoit le prix Chern.
En 2004, il devient fellow de l'Académie américaine des arts et des sciences et en 2014, il est fellow de l'American Mathematical Society.
Il fait partie de la rédaction de la série de livres de mathématiques Grundlehren der mathematischen Wissenschaften.